# 農業部生物多樣性研究所
23°49′43″N 120°48′05″E / 23.828671°N 120.801495°E

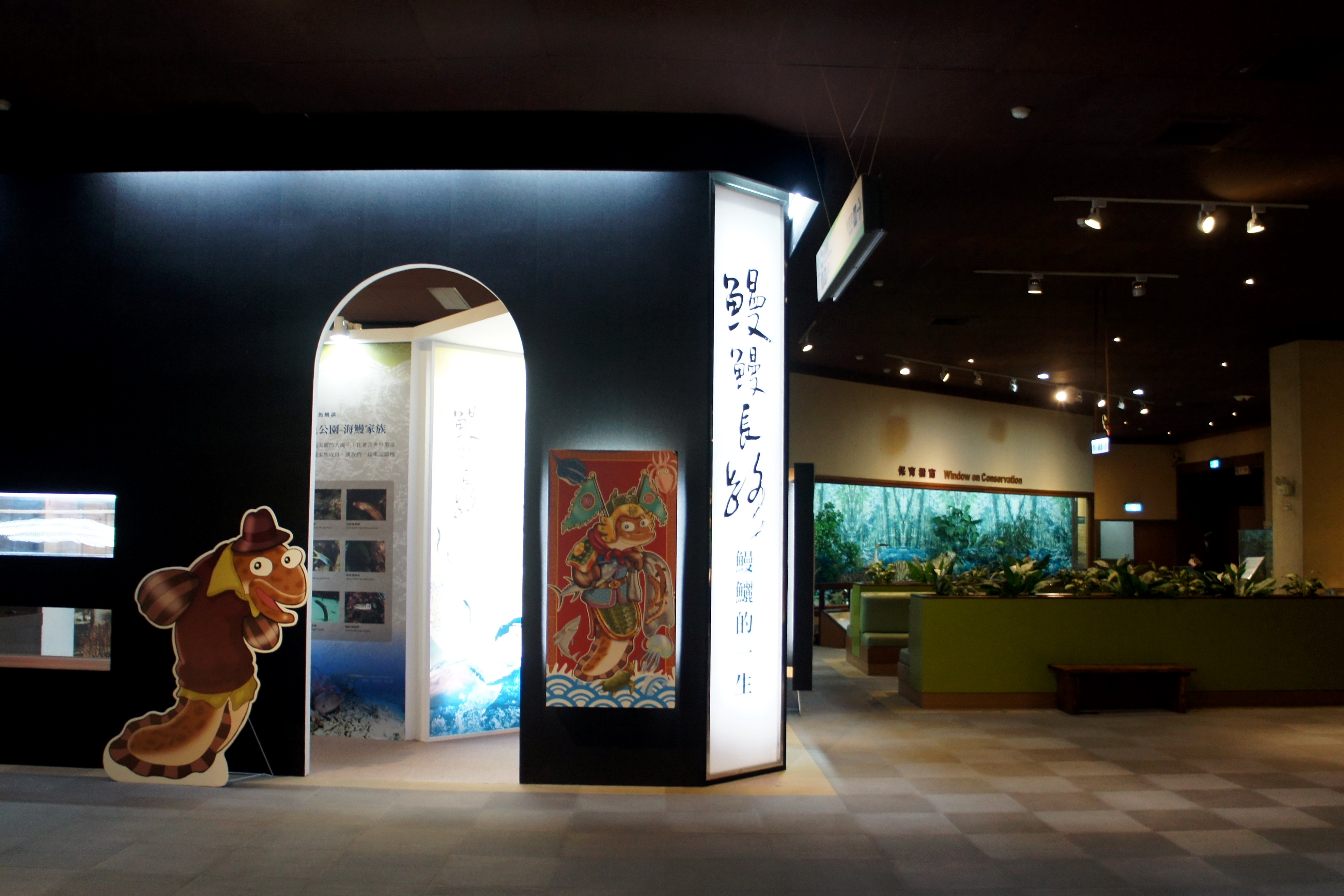
保育教育館地下樓的特展「鰻鰻長路—鰻鱺的一生」鰻魚生態展

農業部生物多樣性研究所（簡稱生多所）是中華民國的生物研究政府機構，隸屬於農業部，由1992年成立的「臺灣省特有生物研究保育中心」改制而來。主要以台灣特有種、珍貴及稀有生物為對象，進行物種分布、族群數量、生態史、棲地環境、復育方法及生態教育等調查研究工作。

## 歷史

前行政院農業委員會特有生物研究保育中心標誌

- 1990年1月8日，於第909次臺灣省政府首長會談，臺灣省政府主席邱創煥指示臺灣省政府農林廳籌設特有生物研究保育中心。
- 1992年7月1日，「臺灣省特有生物研究保育中心」成立，隸屬臺灣省政府農林廳。
- 1993年，闢建3.5公頃的「生態教育園區」對外開放。同年，經徵選確定機關標誌：標誌中央的臺灣島代表居住地及其完整生態系，臺灣冷杉則代表特有植物；周圍的臺灣黑熊、冠羽畫眉、櫻花鉤吻鮭、莫氏樹蛙等則代表特有動物；下方雙手拱護則指該機構對自然環境、野生動植物和特殊生態系的研究調查及保育。[1]
- 1999年7月1日，配合精省作業改隸行政院農業委員會，更名為「行政院農業委員會特有生物研究保育中心」。
- 2012年，行政院組織改造計畫將特生中心改制為「環境資源部生物多樣性研究所」[2]。
- 2023年5月31日制定公布農業部生物多樣性研究所組織法[3]，同年8月1日起隨農委會升格為農業部，更名為「農業部生物多樣性研究所」；同時並更換標誌為其英文名稱字首「TBRI」之連結，代表物種和生態圈能夠綿延不絕。[1][4]

## 組織
- 所長
  - 副所長
    - 主任秘書

### 內部單位
- 野生動物組
- 野生植物組
- 資源管理組
- 生態系經營組
- 保育推廣組
- 秘書室
- 會計室
- 人事室

### 外設單位
- 烏石坑研究中心：位於臺中市和平區烏石坑，原為低海拔試驗站，烏石坑地區生物多樣性之調查、研究、保育、復育、監測及推廣，烏石坑研究中心所轄國有林班地相關業務，低海拔地區環境生態、野生物多樣性、種原保育、遺傳、復育及繁殖等研究之配合及協助。
- 藤枝研究中心：位於高雄市桃源區藤枝，原為中海拔試驗站，藤枝地區生物多樣性之調查、研究、保育、復育、監測及推廣，藤枝研究中心所轄國有林班地相關業務，中海拔地區環境生態、野生物多樣性、種原保育、遺傳、復育與繁殖等研究之配合及協助。
- 合歡山研究中心：位於南投縣仁愛鄉榮興村，原為高海拔試驗站，合歡山地區生物多樣性調查、研究、保育、復育、監測及推廣，合歡山研究中心所轄國有林班地相關業務，高海拔地區環境生態、野生物多樣性、種原保育、遺傳、復育與繁殖等研究之配合及協助。
- 七股研究中心：位於臺南市七股區，濕地生物資源調查、研究、保育、復育及監測，沿海濕地生物資料庫建立、經營管理及永續發展之研究，濕地保育科普及推廣之研究。

### 附設場館

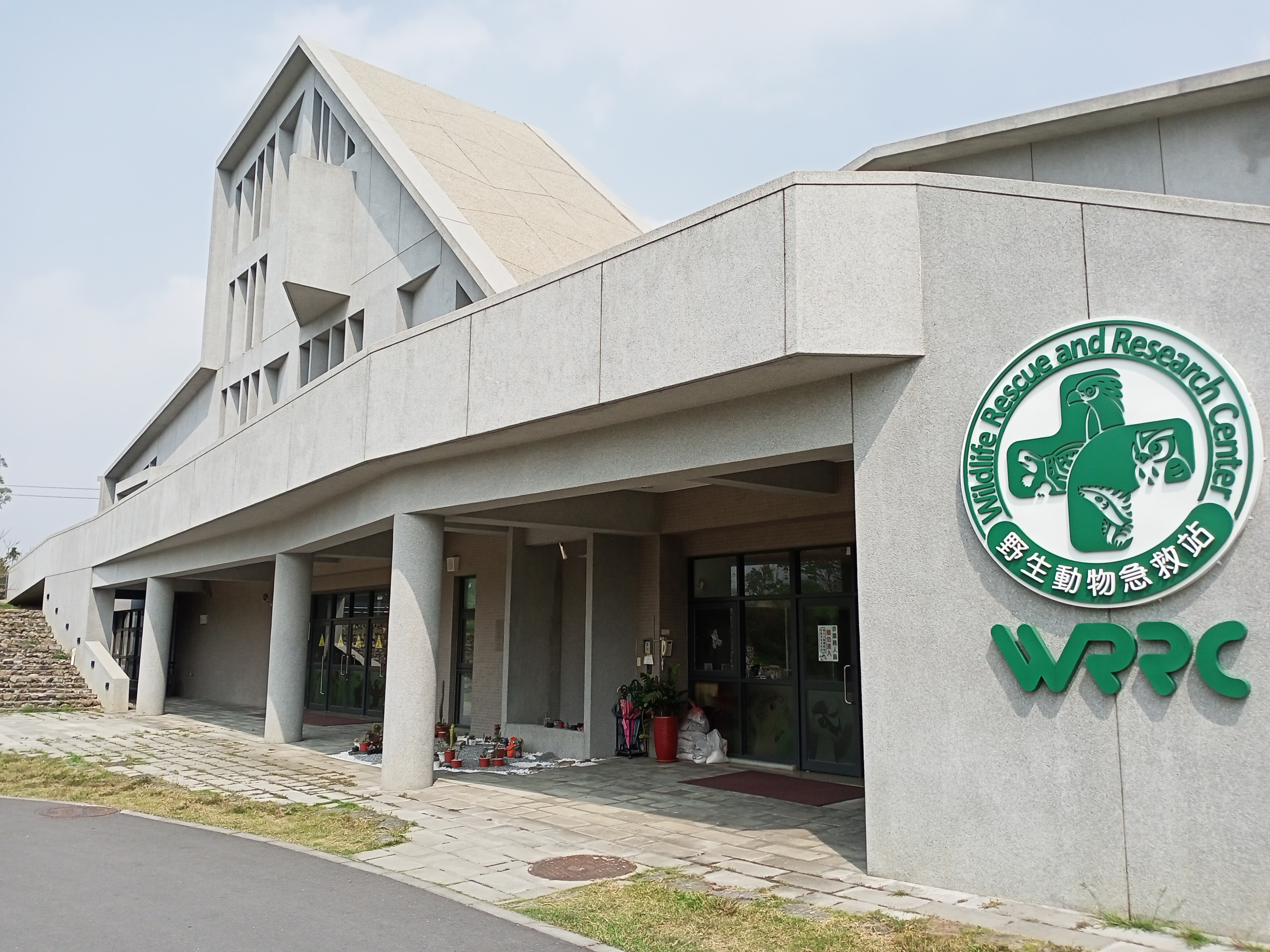
野生動物急救站

- 野生動物急救站 （页面存档备份，存于） [5]
- 保育教育館 （页面存档备份，存于） [6]
- 黑面琵鷺生態展示館 （页面存档备份，存于） [7]（位於臺南市七股區）

## 國家紅皮書名錄
農業部生物多樣性研究所（及其前身農委會特有生物研究保育中心）依據國際自然保育聯盟（IUCN）所建議的分類方式與標準，對台灣野生動植物進⾏國家紅⽪書名錄評估，並自2016年起逐冊發布鳥類、爬行類、魚類、哺乳類、兩棲類、維管束植物之受脅類別。
滅絕風險分類方式如下：
- 滅絕：野外滅絕 (EW)、區域滅絕 (RE)
- 受脅：國家極危 (NCR)、國家瀕危 (NEN)、國家易危 (NVU)
- 接近受脅 (NT)
- 暫無危機 (LC)
- 資料缺乏 (DD)、不適用 (NA) 區域評估

## 外部連結
- （繁體中文）農業部生物多樣性研究所 （页面存档备份，存于）
- （繁體中文）特有生物研究保育中心-台灣生物多樣性網絡 （页面存档备份，存于）
- （繁體中文）特生中心-臺灣飛蛾資訊分享站 （页面存档备份，存于）